# Gianna Hablützel-Bürki
Gianna Hablützel-Bürki (Basilea, 22 dicembre 1969) è un'ex schermitrice svizzera, vincitrice di due medaglie d'argento nella scherma ai giochi olimpici.

## Palmarès
In carriera ha conseguito i seguenti risultati:
- Giochi olimpici

Sydney 2000: argento nella spada a squadre ed individuale.
- Mondiali di scherma

Nimes 2001: argento nella spada a squadre ed individuale.
- Europei di scherma

Linz 1993: argento nella spada individuale.
Cracovia 1994: bronzo nella spada individuale.
Keszthely 1995: bronzo nella spada individuale.
Limoges 1996: argento nella spada individuale.
Funchal 2000: oro nella spada a squadre.